# العلاقات الإكوادورية المصرية
العلاقات الإكوادورية المصرية هي العلاقات الثنائية التي تجمع بين الإكوادور ومصر.

## مقارنة بين البلدين
هذه مقارنة عامة ومرجعية للدولتين:
| وجه المقارنة                                              | الإكوادور                      | مصر           |
| --------------------------------------------------------- | ------------------------------ | ------------- |
| المساحة (كم2)                                             | 283.56 ألف                     | 1.01 مليون    |
| عدد السكان (نسمة)                                         | 16.62 مليون                    | 94.80 مليون   |
| الكثافة السكانية (ن./كم²)                                 | 58.61                          | 93.86         |
| العاصمة                                                   | كيتو                           | القاهرة       |
| اللغة الرسمية                                             | اللغة الإسبانية، كيشوا ‏، شوار ‏ | اللغة العربية |
| العملة                                                    | دولار أمريكي، سوكري إكوادوري   | جنيه مصري     |
| الناتج المحلي الإجمالي (بليون دولار)                      | 103.06 مليار                   | 235.37 مليار  |
| الناتج المحلي الإجمالي (تعادل القوة الشرائية) بليون دولار | 185.24 مليار                   | 998.67 مليار  |
| الناتج المحلي الإجمالي الاسمي للفرد دولار أمريكي          | 6.21 ألف                       | 3.61 ألف      |
| الناتج المحلي الإجمالي للفرد دولار أمريكي                 | 11.37 ألف                      |               |
| مؤشر التنمية البشرية                                      | 0.746                          | 0.690         |
| رمز المكالمات الدولي                                      | +593                           | +20           |
| رمز الإنترنت                                              | .ec                            | .eg، .مصر     |
| المنطقة الزمنية                                           | 00                             | ت ع م+02:00   |

## منظمات دولية مشتركة
يشترك البلدان في عضوية مجموعة من المنظمات الدولية، منها:
| علم المنظمة | اسم المنظمة                                                | تاريخ انضمام الإكوادور | تاريخ انضمام مصر |
| ----------- | ---------------------------------------------------------- | ---------------------- | ---------------- |
|             | مؤسسة التنمية الدولية                                      | 7 نوفمبر 1961          | 26 أكتوبر 1960   |
|             | يونسكو                                                     | 22 يناير 1947          | 22 يناير 1947    |
|             | وكالة ضمان الاستثمار متعدد الأطراف                         | 12 أبريل 1988          | 12 أبريل 1988    |
|             | الأمم المتحدة                                              | 21 ديسمبر 1945         | 24 أكتوبر 1945   |
|             | العملية المشتركة للاتحاد الأفريقي والأمم المتحدة في دارفور | ?                      | 31 يوليو 2007    |
|             | الفريق المعني برصد الأرض                                   | ?                      | فبراير 2005      |
|             | الاتحاد البريدي العالمي                                    | ?                      | ?                |
|             | البنك الدولي للإنشاء والتعمير                              | 28 ديسمبر 1945         | 27 ديسمبر 1945   |
|             | المنظمة الهيدروغرافية الدولية                              | ?                      | 21 يونيو 1921    |
|             | الاتحاد الدولي للاتصالات                                   | 17 أبريل 1920          | 9 ديسمبر 1876    |
|             | مؤسسة التمويل الدولية                                      | 20 يوليو 1956          | 20 يوليو 1956    |
|             | منظمة التجارة العالمية                                     | ?                      | 30 يونيو 1995    |
|             | منظمة الشرطة الجنائية الدولية                              | ?                      | 7 سبتمبر 1923    |

## وصلات خارجية
- موقع وزارة الخارجية الإكوادورية
- موقع وزارة الخارجية المصرية